# عيذاب
عيذاب، ميناء علي ساحل البحر الأحمر بمصر في مثلث حلايب، وقد لعبت عيذاب دوراً تاريخياً حيث كانت نقطة انطلاق الدعوة الإسلامية منذ خلافة ابي بكر الصديق وعمر بن الخطاب و تواتر ورود المسلمين عليها. وقد أشار إليها المقريزي بأنها أهم ميناء مزدهر تربط طريق عيذاب الدولي بمؤاني اليمن مع الهند والبحر الأبيض المتوسط، كما ظل أهم موانئ الحجاج إلى مكة لمدة أربعة قرون من القرن العاشر إلى القرن الرابع عشر الميلادي، وخاصة بعد أن أغلق الصليبيون الحج عن طريق الشام. وتوجد بعيذاب مقابر كبيرة لا تتناسب وحجم المدينة وهذا يشير إلي زيادة قدوم الحجاج الموسميين إليها.

## أهمية عيذاب
- برزت أهميتها كميناء للتجارة والحج في القرن الخامس الهجري حتى القرن الثامن الهجري[2]
- تحول طريق الحج المصري إلى شبه جزيرة سيناء والعقبة مما أضعف أهميته
- نقل السلطان الأشرف برسباي الجمرك من عيذاب إلى الطور والسويس في عام 830هـ/1426م
- ظهور ميناء سواكن مما أضعف ذلك عيذاب، ثم أُكتشف طريق رأس الرجاء الصالح وحولت تجارة الهند والشرق الأقصى إلى هذا الطريق مما أحدث تلاشي في عيذاب.[3]
- كانت عيذاب نقطة الاتصال بين تجارة البحر وتجارة النهر
- أمتاز ميناء عيذاب بالعمق وغزارة المياه مما جعل السفن التي ترسو عليها بمينائها آمنة من الشعب المرجانية الثابتة في قاع البحر الأحمر يصف لنا ابن جبير الميناء قائلاً: «..ومن عجيب ما شاهدناه أنك تلقى بقاعة الطريق أحمال الفلفل والقرفة وسائرها من السلع مطروحة لا حارس لها وتبقى بموضعها إلى أن ينقلها صاحبها».[4]

## الحج عبر عيذاب
كانت رحلة الحجاج تبدأ من ميناء عيذاب إلى الشاطئ الشرقي إلى ميناء جدة، وكانت رحلة تكتنفها الصعاب وعدد الضحايا كثير، وكان أصحاب المراكب يستغلون حاجة الحجاج استغلالاً يتمثل في الأجور، وشحن الركاب في مراكب ضعيفة، وجهل الملاحين بالرياح وطبيعة الملاحة بالبحر الأحمر التي تسببت في غرق بعض المراكب أو الوصول إلى موانئ بعيدة عن عيذاب.